# Parque Nacional Gunung Palung

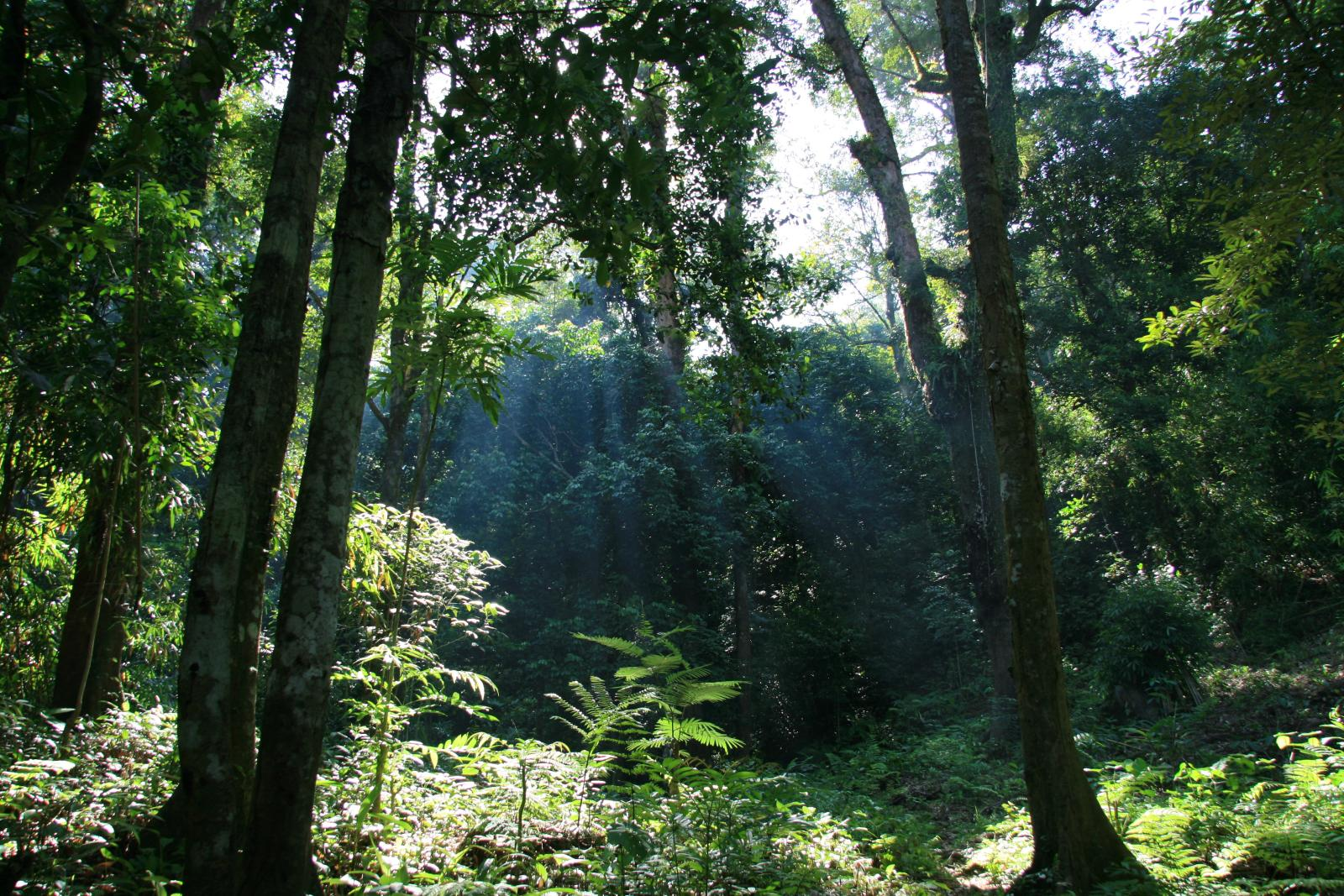
Vegetação do Parque Nacional de Gunung Palung.

O Parque Nacional de Gunung Palung é uma área protegida da Indonésia, localizada na ilha de Bornéu, na província de Kalimantan Ocidental. É um dos principais refúgios para conservação do orangotango.